# 米奈
48°35′31″N 22°16′40″E / 48.59194°N 22.27778°E
米奈（烏克蘭語：Минай），是烏克蘭的村落，位於該國西部外喀爾巴阡州，由烏日霍羅德區負責管轄，面積3.88平方公里，2001年人口3,088，人口密度每平方公里795.9人。